# Babka rurkonosa
Babka rurkonosa (Proterorhinus semilunaris) – gatunek babki pochodzącej ze słodkich wód basenów Morza Czarnego i Morza Egejskiego. Niedawno rozprzestrzenił się jako gatunek inwazyjny w Europie Środkowej i Zachodniej.

## Opis[3]
Siedlisko
Zamieszkuje obszary słodkowodne. Żyje w regionach z dużą ilością roślinności. Zamieszkują płytkie (mniej niż 5 metrów głębokości), wolno poruszające się wody przybrzeżne. Babka tworzy gniazda pod skałami i kłodami. Agresywnie broni ich. Obecnie gatunek nie rozprzestrzenia się gwałtownie, jednak nadal może stanowić zagrożenie dla rodzimych gatunków ryb.
Odżywianie
Gatunek jest wszystkożerny. Odżywia się głównie bezkręgowcami i mniejszymi rybami.
Rozród
Samice żyją do 5 lat, a samce znacznie krócej. Tarło odbywa się kilka razy w roku, co sprawia, że gatunek jest dość płodny. Samce bronią jaj i młodych.